# Martin Kluger (Autor, 1957)

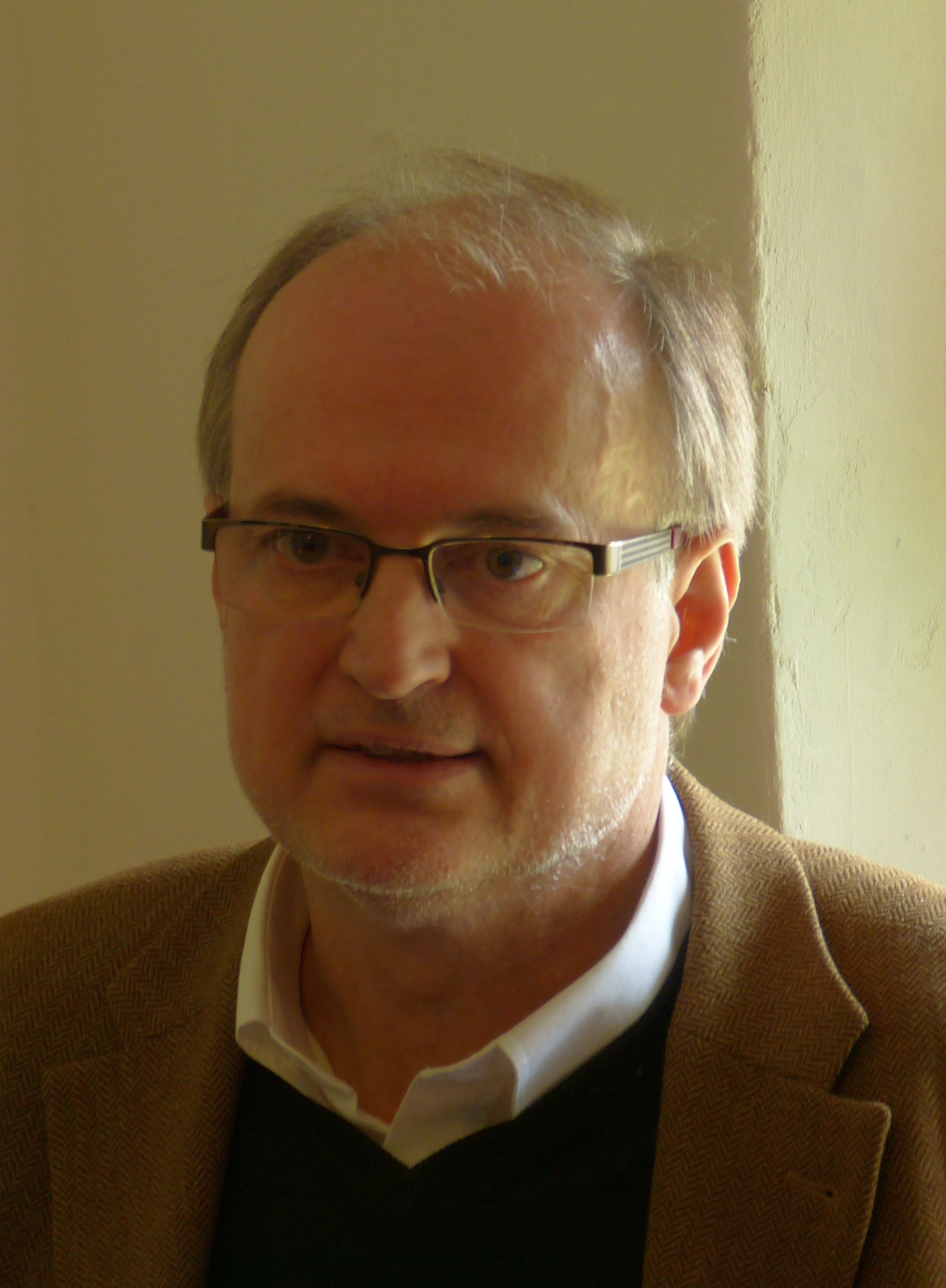
Martin Kluger (2014)

Martin Kluger (* 12. Januar 1957 in Donauwörth) ist ein deutscher Sachbuchautor sowie Mitbegründer und Leiter des context verlags Augsburg.

## Leben
Kluger ist Verlagskaufmann und studierte Betriebswirtschaft an der FH Augsburg. Nach dem Studienabschluss arbeitete er bei einer Unternehmensberatung für katholische Verlage, der Augsburger Allgemeinen Zeitung sowie einem Zeitschriftenverlag. 1992 gründete er mit Kollegen eine Werbeagentur und ein Pressebüro, aus dem 2006 die context medien und verlag GbR hervorging. Seit dem Jahr 2002 ist Kluger als Sachbuchautor tätig.
Kluger verfasste Städtereiseführer, Kulturreiseführer und Bildbände zu den Städten Augsburg, Ulm und Nürnberg, zum UNESCO-Welterbe Regensburg sowie zum bayerischen und baden-württembergischen Schwaben. Er setzte sich in etlichen Publikationen mit dem Thema der Fugger auseinander und konzipierte zudem die Neugestaltung und Erweiterung des Augsburger Fuggereimuseums (2006) sowie die Gestaltung der Schauwohnung in der Fuggerei (2007) und des Museums im Weltkriegsbunker in der Fuggerei (2008). 2008 war er weiterhin bei der Konzeption und Gestaltung des Lechmuseums Bayern in Langweid beteiligt.

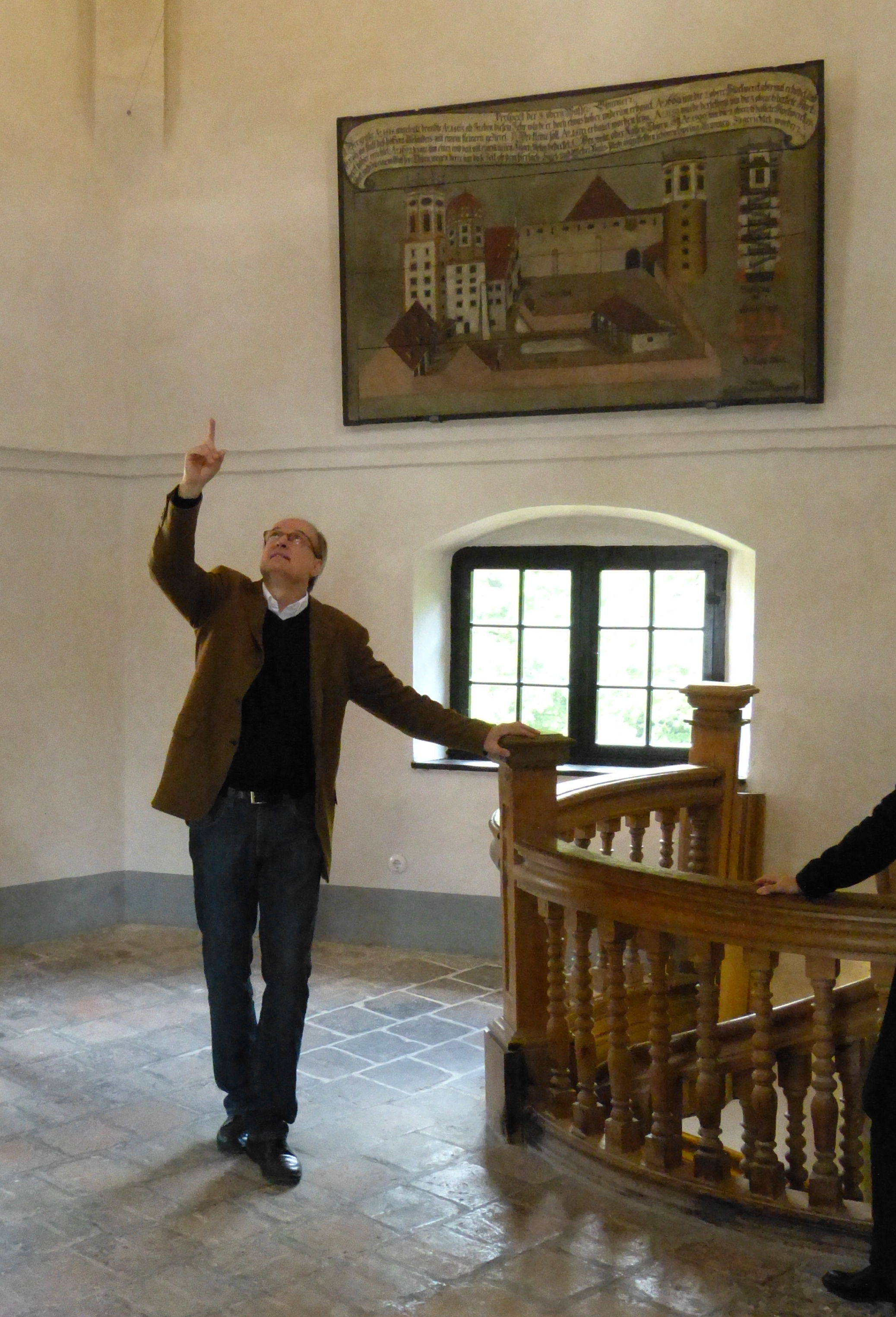
Martin Kluger bei einer Führung im Kleinen Wasserturm, Augsburg

Seit 2012 begleitet Kluger als Autor die Bewerbung der Stadt Augsburg um den UNESCO-Welterbetitel für das Augsburger Wassermanagement-System. Im Jahr 2016 erhielt er zusammen mit Franz Häußler für die Erforschung der Augsburger Heimatgeschichte den Heimatpreis Bayern.

## Werke (Auswahl)
- Luther in Augsburg. Wege in die Reformationsstadt. context verlag Augsburg, Augsburg 2016, ISBN 978-3-939645-92-4.
- Augsburgs historische Wasserwirtschaft. Der Weg zum UNESCO-Welterbe. context verlag Augsburg, Augsburg 2015, ISBN 978-3-939645-81-8.
- Wasserbau und Wasserkraft, Trinkwasser und Brunnenkunst in Augsburg. context verlag Augsburg, Augsburg 2013, ISBN 978-3-939645-72-6.
- Augsburger Land. Ziele im Landkreis Augsburg. context medien und verlag, Augsburg 2013, ISBN 978-3-939645-70-2.
- Wittelsbacher Land. Ziele im Landkreis Aichach-Friedberg. context medien und verlag, Augsburg 2013, ISBN 978-3-939645-64-1.
- Historische Wasserwirtschaft und Wasserkunst in Augsburg. Kanallandschaft, Wassertürme, Brunnenkunst und Wasserkraft. context medien und verlag, Augsburg 2012, ISBN 978-3-939645-50-4.
- Nürnberg. [Stadtführer einer einzigartigen Stadt]. Verlag Der Marktspiegel, Nürnberg 2005, ISBN 3-9810495-0-0 (aktuelle 2., überarb. Auflage: Nürnberg. Der Stadtführer durch die fränkische Metropole. Sehenswertes, Rundgänge & praktische Tipps. Context Verlag, Augsburg 2011, ISBN 978-3-939645-37-5)